# Panogen
Panogen är ett oljebaserat medel som använts för betning av utsäde. Det togs fram 1938 av det svenska företaget Casco.
Användning av Panogen förbjöds i Sverige 1988 eftersom det innehåller kvicksilver som aktiv substans. Kvicksilvret fanns i medlet i formen Metylkvicksilverdicyanidiamid som ger upphov till den mycket giftiga metylkvicksilverjonen. Medlet färgades rött för att undvika sammanblandning med andra oljepreparat. Den röda färgen utgör också ett kännetecken i gamla kvarnar, etc, där det använts. Rödaktiga eller violetta fläckar på golv, väggar, tak eller inredning kan tyda på att betningsmedel använts. Även senare medel, utan kvicksilver, rödfärgades. Medlet misstänktes för att orsaka kvicksilverförgiftning hos mjölnare, fåglar, m.m.
I mitten på 60-talet ersatte Panogen med Panogen Metox vars aktiva substans var 2-Metoxietylkvicksilveracetat. Detta ämne ger i huvudsak upphov till kvicksilverjoner som utsöndras lättare och är mindre giftiga än metylkvicksilverjoner. 
Panogen började användas på 1940-talet och förbjöds 1988. 